# IATA Operational Safety Audit
IATA Operational and Safety Audit (IOSA) est la première norme mondiale pour la vérification de la sécurité des procédures d’exploitation des transporteurs aériens. Elle a été créée en 2003 par l'IATA. Le programme est conçu pour évaluer la gestion de l’exploitation et les systèmes de contrôle des compagnies aériennes. Les compagnies sont inscrites au registre IOSA pour une durée de deux ans à la suite d'un audit effectué par un organisme accrédité par l'IATA. Les normes de vérification ont été élaborées en collaboration avec différentes autorités réglementaires, telles que la Federal Aviation Administration (FAA) aux États-Unis, la Australia’s Civil Aviation Safety Authority, Transports Canada et les Autorités conjointes de l’aviation d’Europe (JAA). L’IATA supervise l’accréditation des organismes d'audit, veille au développement continu des normes et pratiques IOSA et gère la base de données des compagnies labelisées.